# Datainspektion
Datainspektion är ett begrepp, som kan syfta på en offentlig myndighet i Sverige respektive i Finland med uppgift att bevara medborgarnas personliga integritet. Se Datainspektionen (Sverige) respektive Datainspektionen (Åland).
Datainspektioner har upprättats bland annat för att följa Dataskyddsdirektivet inom EU.
Motsvarande myndigheter finns bland annat i övriga EU/EES-länder, till exempel i Danmark Datatilsynet i Danmark, Datatilsynet i Norge och the Information Commisioner's Office i Storbritannien respektive Irland.